# Entrepreneurs' Organization
Entrepreneurs' Organization(줄여서 EO)는 전 세계 기업가들의 비영리 국제조직이다. 대한민국에는 EO Korea Chapter에 2011년 기준으로 80명 이상이 활동중이다.

## 연혁
- 1997년 설립
- 2007년 10주년 행사 개최
- 2009년 GSEA 한국 대회 개최
- 2010년 법인화 (사단법인 이오코리아)

## 가치
- Together We Grow — 함께 성장한다
- Trust and Respect — 서로 신뢰하고 존중하라
- Thirst for Learning — 배움에 갈망하는 학생이 되어라
- Think Big, Be Bold — 크게 생각하고 대담하게 움직여라

## Global Student Entrepreneur Award
대학(원)생 창업 경진대회의 한국 대회를 개최하여 지역 예선을 참가할 수 있는 기회를 제공한다. 2009년부터 시행되어 왔다. 마이크임팩트, REO119, 고요한택시, 뤼튼테크놀로지 등이 역대 우승 팀이다.

## 유니버시티
1년에 2차례 이상 유니버시티가 전 세계를 돌아다니며 개최되며 4일간의 기조연설 및 세션, 활동이 열린다.
2007년 10월에는 EO창립 20주년 기념 University가 라스베이거스에서 열렸다.
2009년 10월에는 스페인 Barcelona에서 University가 열렸으며, 2010년 4월에는 미국 Orange County University가 열렸다.